# Uncharted 3: Drake’s Deception
Uncharted 3: Drake’s Deception ist ein von Naughty Dog entwickeltes Action-Adventure. Das Spiel ist der Nachfolger von Uncharted 2: Among Thieves und dritte Teil der Uncharted-Reihe. Es erschien am 1. November 2011 in Nordamerika und am 2. November 2011 in Europa bei Sony Computer Entertainment. In der ersten Woche verkaufte sich das Spiel weltweit 1,1 Millionen Mal und wurde bis Dezember 2015 über 6 Millionen Mal verkauft, was ihn zum meistverkauften Teil der Reihe macht.
Bereits vor Erscheinen wurde das Spiel mehrfach als meisterwartetes Spiel ausgezeichnet und konnte nach Veröffentlichung weitere Preise gewinnen. Ein Nachfolger erschien 2016 mit Uncharted 4: A Thief’s End.

## Handlung
Nathan Drake und sein bester Freund Victor „Sully“ Sullivan werden bei einem Handel mit dem zwielichtigen Talbot, bei welchem Drake seinen kostbaren, von seinem Vorfahren Francis Drake hinterlassenen Ring gegen eine große Menge Geld eintauschen will, hereingelegt. Katherine Marlowe, eine ehemalige Bekannte von Sully, stiehlt ein gefälschtes Duplikat des Ringes von Drake, in dem Glauben, es sei der echte. Marlowe ist jedoch auch im Besitz einer Scheibe, in welche der echte Ring eingelegt werden kann, die dann Hinweise darauf gibt, wo sich möglicherweise die verlorene Stadt Iram befindet, nach welcher Drake und Sully schon lange suchen.
Drake und Sully verfolgen Marlowe, Talbot und ihre Männer mit Hilfe von Drakes Freund Charlie Cutter sowie Drakes Ex-Freundin Chloe Frazer. Sie schaffen es, die Scheibe zu entwenden und finden im Untergrund Londons eine Karte, die von Lawrence von Arabien stammt, der weitere Hinweise auf Iram gibt. Die vierköpfige Gruppe trennt sich, um den Hinweisen zu folgen: Chloe und Cutter reisen zu einer Zitadelle in Syrien, Drake und Sully suchen ein altes Schloss in Frankreich auf. Dort finden sie zwar einen Teil eines Artefakts, werden aber auch von Talbot und seinen Männern überrascht. Diese nehmen Drake das Artefakt ab und brennen das Schloss nieder, wobei Drake und Sully nur knapp flüchten können.
In dem Glauben, Drake und Sully getötet zu haben, reist Talbot nun nach Syrien, um den zweiten Teil des Artefakts zu finden und auch Chloe und Cutter auszuschalten. Drake und Sully reisen ihnen nach, finden zusammen mit Chloe und Cutter das Artefakt und erhalten so neue Hinweise, durch die sie Iram im Jemen vermuten. Auf dem Rückweg werden sie jedoch von Talbot und Marlowe gestellt. Ihnen gelingt die Flucht, allerdings verletzt sich Cutter dabei schwer, was ihn und auch Chloe, die Drakes Besessenheit nach der Stadt und dem möglichen Reichtum, der sich dort befindet, nicht versteht, dazu bringt, auszusteigen. Sully erklärt sich jedoch dazu bereit, mit Drake in den Jemen zu reisen. Dort bekommen sie Hilfe von der Reporterin Elena Fisher, die Drake und Sully als Journalisten in den Staat Jemen schleust. Unter der Hauptstadt Sanaa finden die drei weitere Hinweise auf Iram, doch noch während sie sich in der Stadt aufhalten, wird Drake ein Pfeil mit einem Halluzinogen in den Nacken geschossen, der seine Sinne verrückt spielen lässt. Als er wieder zu sich kommt, ist er in der Gewalt von Marlowe, Talbot und dem Piraten Rameses, der mit Marlowe zusammenarbeitet. Sie bringen Drake zu einem Schiffsfriedhof und versuchen, ihm die Informationen über die Lokalisation von Iram zu entlocken. Drake kann jedoch fliehen und kämpft sich bis zu einem Kreuzfahrtschiff durch, wo er seinen Freund Sully vermutet, der anscheinend von Rameses ebenfalls gefangen gehalten wird.
An Bord des Schiffes bemerkt Drake, dass Rameses geblufft hat und Sully nicht dort war. Daraufhin tötet Drake den Piraten und in der folgenden Schlacht mit seinen Handlangern wird das Schiff versenkt. Drake wird an einem Strand angespült und trifft in einem nahen Hotel auf Elena, die erzählt, dass Marlowes Männer Sully gefangen genommen und in einem Konvoi in die Rub al-Chali gebracht haben. Drake schmuggelt sich daraufhin in ein Frachtflugzeug, welches über diese Wüste fliegen soll. Dabei kommt es zum Unglück, bei dem das Flugzeug über der Wüste auseinanderbricht. Drake kann unbeschadet in der Wüste landen. Nach langer Reise erreicht er eine Geisterstadt, in der sich Marlowes Männer aufhalten. Er wird von einem Mann namens Salim und seinen Leuten gerettet, die Marlowes Leute schon länger beschatten. Gemeinsam mit ihnen greift Drake den Konvoi an und befreit Sully.
Wenig später erreichen Sully und Drake tatsächlich Iram mitten in der Wüste und lüften das Geheimnis der Stadt: Das dort befindliche Wasser löst Halluzinationen beim Menschen aus, in welchen er furchtbare Ängste durchlebt. Marlowe und ihre Lakaien wollen das Wasser aus Iram herausschaffen und es unter die Zivilisation bringen, um so die Menschheit mit Angst zu kontrollieren. Doch Drake und Sully können ihre Gerätschaften zerstören und so Marlowes Plan durchkreuzen. Die Stadt beginnt nun, zu zerfallen. Drake und Sully beginnen ihre Flucht, stoßen jedoch rasch wieder auf Marlowe und Talbot. Marlowe gerät in tödlichen Treibsand, in welchem sie zu versinken droht. Drake versucht sie zu retten, scheitert jedoch, wodurch er Talbots Wut auf sich zieht. In einem letzten Gefecht kann Drake auch Talbot töten und dann gemeinsam mit Sully aus Iram flüchten. Am Ende treffen Sully und Drake wieder auf Elena und gehen zu dritt einem neuen Abenteuer entgegen.

## Spielprinzip und Technik
Die Spielmechanik von Uncharted 3 entspricht weitestgehend der von den Vorgängern. So wechseln sich Kampf- und Kletterpassagen in der Regel immer noch ab. Allerdings haben sowohl Drake als auch seine Gegner im Vergleich zu den Vorgängern neue Fertigkeiten. So klettern Gegner Drake nun hinterher, wenn dieser an bestimmten Orten hochklettert. Im Gegenzug kann Drake die Gegner jedoch heruntertreten. Außerdem ist Drake nun in der Lage, es mit mehreren Gegnern gleichzeitig aufzunehmen und diesen dabei auch ihre Waffen zu entreißen. Außerdem ist es mit dem richtigen Timing möglich, Handgranaten zurückzuwerfen.
Die Spielzeit für das Soloabenteuer beträgt rund acht bis zehn Stunden.
Naughty Dog erweiterte das bestehende Dynamic Objects Traversal System (DOTS), welches für den Vorgänger eigens entwickelt wurde, um Physikberechnungen auf sich bewegenden Objekten zu ermöglichen, massiv. Im Zusammenspiel mit dem sogenannten Dynamic Sea System erlaubt die Technik mehrstufige Physiksimulationen. So ist die Engine fähig, sowohl den Wellengang der See, ein darüber schwimmendes Kreuzfahrtschiff sowie sämtliche darauf befindliche Objekte inklusive der Spielfigur, die den ständigen Bewegungen und Schwankungen des Schiffes ausgesetzt sind, in Echtzeit zu simulieren. Während die eigentliche Ausführungsdatei des Spiels lediglich 18 MB einnimmt, werden insgesamt 46,3 GB Speicherplatz auf Blu-ray beansprucht.
Wie schon der zweite Teil verfügt auch Uncharted 3 über einen Mehrspielermodus. Dieser wurde im Vergleich zum Vorgänger erweitert. So ist es nun möglich, den eigenen Charakter hinsichtlich der Kopfbedeckung, der Gesichtszüge und der Kleidung zu individualisieren. Auch ein Logo für das eigene Team kann man selbst gestalten und die Waffen lassen sich durch Rotpunktvisiere und andere Aufsätze verbessern. Es gibt mehrere Spielmodi im Mehrspieler. Dazu gehören unter anderem  Deathmatch mit drei Teams, bei dem drei Zweier-Teams gegeneinander kämpfen, ein klassischer Deathmatch-Modus und ein Koop-Modus, in dem Missionen mit einer kleinen Geschichte erfüllt werden müssen.

## Rezeption
Die englischsprachige Webseite GameTrailers verlieh dem Spiel den Best of E3 2011 Award in der Kategorie „Beste Grafik“, noch vor Konkurrenten wie Battlefield 3, Metro Last Light und Far Cry 3. Im November 2011 bescheinigte der Technikblog Digital Foundry der Engine „State-of-The-Art-Qualität“.

### Auszeichnungen
| Award                                                                      | Name                           |                   |
| -------------------------------------------------------------------------- | ------------------------------ | ----------------- |
| Most Anticipated Game 2011                                                 | BXGS Awards                    | 18. Dezember 2010 |
| Most Anticipated Game 2011                                                 | Shoot it to you Awards         | 19. Dezember 2010 |
| Most Anticipated Game 2011                                                 | PSLS 2010                      | 23. Dezember 2010 |
| Most Anticipated Game 2011 Nominiert                                       | Gamingbolt Awards 2010         | 24. Dezember 2010 |
| Best Overall Game Nominiert                                                | IGN Best of E3 2011            | 6. Juni 2011      |
| Best PS3 Game                                                              | IGN Best of E3 2011            | 6. Juni 2011      |
| Best Action Game Nominiert                                                 | IGN Best of E3 2011            | 6. Juni 2011      |
| Best Trailer Nominiert                                                     | IGN Best of E3 2011            | 6. Juni 2011      |
| Most Anticipated Game Award Nominiert                                      | IGN Best of E3 2011            | 6. Juni 2011      |
| Most Wanted: PS3-Spiele Nominiert                                          | Computec Bäm! Games Award 2011 | 19. August 2011   |
| Bestes Konsolenspiel Nominiert                                             | Gamescom Awards 2011           | 30. August 2011   |
| Game of the Year laufend                                                   | Spike Video Games Awards 2011  | 10. Dezember 2011 |
| Studio of the Year laufend                                                 | Spike Video Games Awards 2011  | 10. Dezember 2011 |
| Best PS3 Game laufend                                                      | Spike Video Games Awards 2011  | 10. Dezember 2011 |
| Best Action Adventure Game laufend                                         | Spike Video Games Awards 2011  | 10. Dezember 2011 |
| Best Graphics laufend                                                      | Spike Video Games Awards 2011  | 10. Dezember 2011 |
| Best Performance By a Human Male - Nolan North as Nathan Drake laufend     | Spike Video Games Awards 2011  | 10. Dezember 2011 |
| Best Performance By a Human Female - Emily Rose as Elena Fisher laufend    | Spike Video Games Awards 2011  | 10. Dezember 2011 |
| Best Performance By a Human Female - Claudia Black as Chloe Frazer laufend | Spike Video Games Awards 2011  | 10. Dezember 2011 |
| Trailer of the Year laufend                                                | Spike Video Games Awards 2011  | 10. Dezember 2011 |

Total Prämiert/Nominiert: 5/21